# Pierre de Vizcaya
Pierre de Vizcaya (ur. 5 lipca 1894 roku w Altfort, zm. 15 lipca 1933 w Paryżu) – hiszpański kierowca wyścigowy.

## Kariera
W wyścigach samochodowych De Vizcaya pojawiał się głównie w stawce wyścigów Grand Prix. W 1921 roku odniósł zwycięstwo w Grand Prix Penya Rhin. Rok później stanął na drugim stopniu podium Grand Prix Francji, a w Grand Prix Włoch. W sezonie 1923 Hiszpan wystartował w wyścigu Indianapolis 500, zaliczanym do klasyfikacji mistrzostw AAA Championship Car oraz będącym jednym z wyścigów Grandes Épreuves. Jednak przejechał jedynie 166 okrążeń. W 1926 roku uplasował się na trzeciej pozycji w wyścigu o Grand Prix Francji.